# Frederick Yates
Frederick Dewhurst Yates (ur. 16 stycznia 1884 w Leeds, zm. 11 listopada 1932 w Londynie) – angielski szachista, sześciokrotny mistrz Wielkiej Brytanii w latach 1913–1931. Trzykrotnie (1927, 1930, 1931) reprezentował Anglię na olimpiadach szachowych, w pierwszej z nich zdobywając wraz z drużyną brązowy medal.

## Życiorys
Yates był uczestnikiem prestiżowych turniejów międzynarodowych, na których jednak nie odnosił sukcesów. Znany z niezwykle nierównej formy, przez szachowych koryfeuszy uznawany był za słabego gracza. W 1910 r. Siegbert Tarrasch złożył oficjalny protest przeciwko zaproszeniu Yatesa na turniej w Hamburgu. Yates faktycznie wyraźnie odstawał od reszty stawki, zdobywając zaledwie 2½ punktu z 16, jednak wygrał jedną partię – z Tarraschem. Na turnieju w Hastings w 1922 r. Yates zajął ostatnie miejsce wygrywając (czarnymi) jedyną partię ze zwycięzcą – mistrzem świata Aleksandrem Alechinem. W 1923 r. w Karlowych Warach sytuacja powtórzyła się. Alechin przez przegraną (białymi) z Yatesem musiał podzielić się turniejowym zwycięstwem z Jefimem Bogolubowem i Gezą Maroczym.
Według retrospektywnego systemu Chessmetrics, najwyżej sklasyfikowany był w styczniu 1925 r., zajmował wówczas 17. miejsce na świecie.
Mimo braku sukcesów w prestiżowych turniejach Yates w istotny sposób przyczynił się do wzrostu popularności szachów w Wielkiej Brytanii, redagując działy szachowe w wielu brytyjskich czasopismach.